# Chown

Comanda UNIX chown (change owner) este folosită pentru a schimba proprietarul unui anumit fișiere sau grup de fișiere. Comanda necesită privilegii root pentru a fi executată.

## Sintaxă
```
chown [opțiuni] [utilizator[:grup] fișiere
```

Utilizatorul și opțional grupul pot fi specificate atât prin nume cât și prin identificator numeric.
Dintre opțiunile cele mai des folosite amintim:
-R - schimbarea se face recursiv pe toate directoarele specificate

## Exemple
Schimbă proprietarul fișierului /var/run/httpd.pid în utilizatorul root:
```
# chown root /var/run/httpd.pid
```

Schimbă proprietarul fișierului strace.log în utilizatorul rob și grupul developers:
```
# chown rob:developers strace.log
```